# Eusarca ineffusaria
Eusarca ineffusaria là một loài bướm đêm trong họ Geometridae.